# Théodebert de Vichy
Théodebert de Vichy est un seigneur féodal français du XIe siècle.
Il est le premier seigneur de Vichy connu. Bien que ses dates de naissance et de mort soient inconnus, il participa à l'érection de l'abbaye Saint-Rigaud en 1065.

## Descendance
Il est le père de Geoffroy de Vichy qui épousera Isabeau de Lévis et le grand père de Guillaume de Vichy, de Bouchard de Vichy et de Béatrix de Vichy.